# Tower Hill (Illinois)
Tower Hill és una població dels Estats Units a l'estat d'Illinois. Segons el cens del 2000 tenia 609 habitants.

## Demografia
Segons el cens del 2000, Tower Hill tenia 609 habitants, 232 habitatges, i 170 famílies. La densitat de població era de 235,1 habitants/km².
Dels 232 habitatges en un 32,3% hi vivien nens de menys de 18 anys, en un 56,5% hi vivien parelles casades, en un 10,8% dones solteres, i en un 26,3% no eren unitats familiars. En el 22,8% dels habitatges hi vivien persones soles el 12,9% de les quals corresponia a persones de 65 anys o més que vivien soles. El nombre mitjà de persones vivint en cada habitatge era de 2,63 i el nombre mitjà de persones que vivien en cada família era de 3,03.
Per edats la població es repartia de la següent manera: un 28,2% tenia menys de 18 anys, un 8,4% entre 18 i 24, un 29,6% entre 25 i 44, un 19,4% de 45 a 60 i un 14,4% 65 anys o més.
L'edat mediana era de 34 anys. Per cada 100 dones de 18 o més anys hi havia 96,8 homes.
La renda mediana per habitatge era de 30.909 $ i la renda mediana per família de 35.500 $. Els homes tenien una renda mediana de 26.136 $ mentre que les dones 20.625 $. La renda per capita de la població era de 14.208 $. Aproximadament el 13,1% de les famílies i el 16,7% de la població estaven per davall del llindar de pobresa.

## Poblacions més properes
El següent diagrama mostra les poblacions més properes.